# Leokadia
Leokadia – imię żeńskie pochodzenia greckiego, żeńska wersja męskiego imienia Leokadiusz. Oznacza „troszcząca się o lud”. W Polsce rozpowszechniło się w XIX wieku dzięki powieściom Stéphanie Félicité de Genlis. W XIX wieku było nowym i rzadkim imieniem wśród drobnej szlachty przasnyskiej, nadal obecne wśród starszego pokolenia, szczególnie na wschodzie kraju.
W innych językach:
- łacina – Leocadia[2]
- angielski – Leocadia[1]
- francuski – Léocadie, Locaie, Léochade[3]
- litewski – Leokadija, Kadė[4]
- niemiecki – Leocadia[2][4], Leokadia[1][4]
- włoski – Leocadia[4].

Zdrobnienia: Leosia, Loda, Lodzia, Kada.
Leokadia imieniny obchodzi: 9 grudnia.
Wśród najpopularniejszych polskich imion Leokadia zajmowała 128. miejsce. W styczniu 2024 w rejestrze PESEL było 23536 kobiet o imieniu Leokadia nadanym jako imię pierwsze oraz 13751 kobiet o imieniu Leokadia nadanym jako imię drugie.

## Kobiety o imieniu Leokadia
- św. Leokadia z Toledo – męczennica z Hiszpanii
- Leokadija Diržinskaitė-Piliušenko (1921–2008) – litewska działaczka partyjna i państwowa, minister spraw zagranicznych w latach 1961–1976
- Leokadia Halama (1911–1996) – polska tancerka, znana jako Loda Halama
- Leokadia Pancewiczowa (1888-1974) – polska aktorka teatralna i filmowa
- Leokadia Krajewska – znana jako „Lodzia milicjantka”
- Leokadia Małunowiczówna – polska filolożka klasyczna
- Leokadia Matuszewska – siostra zakonna
- Sara Leokadia Sudoł – piosenkarka.

## W kulturze
- W kabarecie Piwnica pod Baranami w Krakowie śpiewano piosenkę zatytułowaną Leokadia jako hymn piwniczny[10] od 1956 roku. Podczas występów hymn ten intonowała Kika Lelicińska[11].
- Jako artysta kabaretowy Piwnicy pod Baranami Janusz R. Kowalczyk wygłaszał w Poczcie literackiej odpowiedź na korespondencję „Pani Lodzi z miasta Łodzi”[12].